# Diocesi di Equilio
La diocesi di Equilio (in latino Dioecesis Equiliensis) è un'antica sede della Chiesa cattolica, soppressa nel 1466 per confluire nel patriarcato di Venezia. Sopravvive attualmente come diocesi titolare.
Sede vescovile era la città di Equilio, antico centro del ducato di Venezia che sorgeva presso l'attuale Jesolo.

## Storia
Come per le altre diocesi lagunari, la data di fondazione della cattedra di Equilio non è chiara: i documenti storici sono scarsi e frammentari, mentre la tradizione cronachistica risulta spesso contraddittoria.
Secondo il Chronicon Gradense, l'episcopato fu istituito dal patriarca di Aquileia Elia durante il sinodo di Grado del 579. Questa informazione è considerata poco attendibile e, anzi, si tratterebbe di un falso storico creato per favorire l'influenza del patriarcato di Grado. È vero che recenti ritrovamenti presso l'area archeologica "Antiche Mura" dimostrano la presenza di luoghi di culto cristiani sin dal V-VI secolo, tuttavia essi non sono sufficienti per provare anche l'esistenza di un vescovo.
Più probabile la versione di Giovanni Diacono che annovera Equilio tra le sedi fondate ex novo, a differenza di altre diocesi lagunari che erano invece nate dal trasferimento di vescovi di terraferma. In ogni caso, i primi riferimenti compaiono attorno alla metà del IX secolo.
Difficile inoltre definire i confini della giurisdizione, che comunque non doveva essere molto vasta. Al momento della sua massima espansione, all'incirca alla metà del XII secolo, la diocesi di Equilio giunse ad estendere la sua giurisdizione dalla foce del fiume Piave a quella del Livenza, con una profondità che toccava i vertici degli attuali abitati di Caposile e Ca' Turcata (Eraclea). Nel territorio della diocesi vi erano quattro parrocchie: San Martino, San Tommaso, San Salvatore e San Giovanni (che comprendeva la chiesa cattedrale ed il cui battistero era di uso comune); dalla diocesi dipendevano infine numerosi monasteri, in continuo pericolo per la furia del mare.
Come altre zone della Laguna Veneta settentrionale, a partire dal IX secolo anche il territorio di Equilio cominciò ad attraversare una grave crisi ambientale che ne determinò l'abbandono. Nel 1466, infine, papa Paolo II deliberò la soppressione della cattedra "per la povertà della mensa e per la totale distruzione della città e della chiesa di Equilo" unendola al patriarcato di Venezia da poco costituito.
La cattedrale era la chiesa dedicata a Santa Maria Assunta, di cui sussistono i resti nell'area "Antiche Mura" di Jesolo.
Dal 1966 Equilio è annoverata tra le sedi vescovili titolari della Chiesa cattolica; dal 25 marzo 1995 l'arcivescovo, titolo personale, titolare è Luigi Ventura, già nunzio apostolico in Francia.

## Cronotassi

### Vescovi
- Pietro † (864 - dopo l'877)[3]
- Buono Blancanico † (? - 956 nominato patriarca di Grado)[4]
- Leone I Bembo † (menzionato nel 1010)
- Leone II Bembo † (menzionato nel 1040)
- Stefano I † (prima del 1060 - dopo il 1075)
- Stefano II † (prima del 1084[5] - dopo il 1090)
- Giovanni Gradenigo † (prima del 1097 - 1105 nominato patriarca di Grado)
- Vitale Stemanello † (menzionato nel 1112)
- Giovanni Cristoforo † (prima del 1127 - dopo il 1131)
- Roberto † (prima del 1140 - dopo il 1142)
- Domenico Minio † (menzionato nel 1152)
- Pietro Pasqualigo † (menzionato nel 1160 circa)
- Pasquale † (1169 - 1172)
- Stefano Minio † (circa 1174 - ?)
- Felice † (menzionato nel 1177)
- Viviano Fioravante † (prima del 1180 - dopo il 1193)
- Stefano Dolfin † (menzionato nel 1196)
- Matteo I † (menzionato nel 1209)
- Andrea † (menzionato nel 1211)
- Matteo II † (circa 1217 - 16 febbraio 1220 nominato patriarca latino di Costantinopoli)
- Guido † (30 agosto 1220 - 17 novembre 1236 nominato vescovo di Chioggia)
- Leonardo † (prima del 1242 - dopo il 1267)
- Guglielmo I † (prima del 1276 - dopo il 1º giugno 1306 deceduto)
- Giovanni Magno † (prima del 20 giugno 1306 - 12 settembre 1321 deceduto)
- Pietro Talonico † (prima del 1324 - 9 aprile 1343 deceduto)
- Marco Bianco † (prima del 12 marzo 1344 - dopo il 1359 deceduto)
- Pietro de' Natali † (5 luglio 1370 - dopo il 1400 deceduto)
- Angelo Scardoni, O.E.S.A. † (8 marzo 1406 - 11 dicembre 1424 nominato vescovo di Todi)
  - Antonio † (11 dicembre 1424 - 1425 dimesso) (amministratore apostolico)
- Guglielmo II † (23 maggio 1425 - ? deceduto)
- Antonio Bon † (6 febbraio 1443 - 1451 deceduto)
- Andrea Bon † (15 novembre 1451 - settembre 1466 deceduto)[6]
  - Sede soppressa e unita al patriarcato di Venezia

### Vescovi titolari
- Raffaele Mario Radossi † (23 giugno 1967 - 27 settembre 1972 deceduto)
- Milton Corrêa Pereira † (25 aprile 1973 - 5 marzo 1980 nominato arcivescovo di Manaus)
- Charles Victor Grahmann † (30 giugno 1981 - 13 aprile 1982 nominato vescovo di Victoria in Texas)
- Piotr Hemperek † (7 maggio 1982 - 4 luglio 1992 deceduto)
- Joseph Anthony Galante † (13 ottobre 1992 - 5 aprile 1994 nominato vescovo di Beaumont)
- Luigi Ventura, dal 25 marzo 1995